# Західна Сакра
Західна Са́кра (індонез. Sakra Barat) — один з 20 районів округу Східний Ломбок провінції Західна Південно-Східна Нуса у складі Індонезії. Розташований у південно-східній частині. Адміністративний центр — селище Ренсінг.
Населення — 47793 особи (2012; 47421 в 2011, 46840 в 2010, 46221 в 2009, 45609 в 2008).

## Адміністративний поділ
До складу району входять 2 селища та 4 села:
| Населений пунт        | Населення, осіб (2010) |
| --------------------- | ---------------------- |
| Борок-Тоянг, село     | 4109                   |
| Бунгтіанг, село       | 6593                   |
| Гунунг-Раджак, селище | 10971                  |
| Пенгкелакмас, село    | 7326                   |
| Ренсінг, селище       | 10924                  |
| Сукарара, село        | 6917                   |